# Kreuzeck (Harz)
Das Kreuzeck im Harz ist eine Siedlung mit Hotel und Campingplatz.

## Geografie
Die Siedlung wird im Norden von den Grumbacher Teichen, im Osten von der B 241, im Süden von der L 516 und im Westen von einem Wanderweg zu den Grumbacher Teichen abgegrenzt. Das Kreuzeck liegt im Landkreis Goslar und ist circa 8,5 Kilometer Luftlinie südwestlich von Goslar gelegen. Nach Hahnenklee sind es etwa zwei Kilometer Luftlinie in nordwestlicher Richtung, zum Ortsteil Bockswiese rund einen Kilometer in westlicher Richtung.

## Wirtschaft und Infrastruktur
Auf dem Gelände des Kreuzecks befindet sich lediglich ein Campingplatz und ein Hotel. Kurz vor den Grumbacher Teichen befindet sich noch ein Cafe.

## Sehenswürdigkeiten
Am nördlichen Teil der Siedlung verläuft der Liebesbankweg, welcher den Bocksberg (nördlich des Kreuzecks gelegen) einmal umrundet. Dabei stellt das Kreuzeck eine gute Einstiegsmöglichkeit für Wanderer dar.